# Cho Huan Lai Memorial

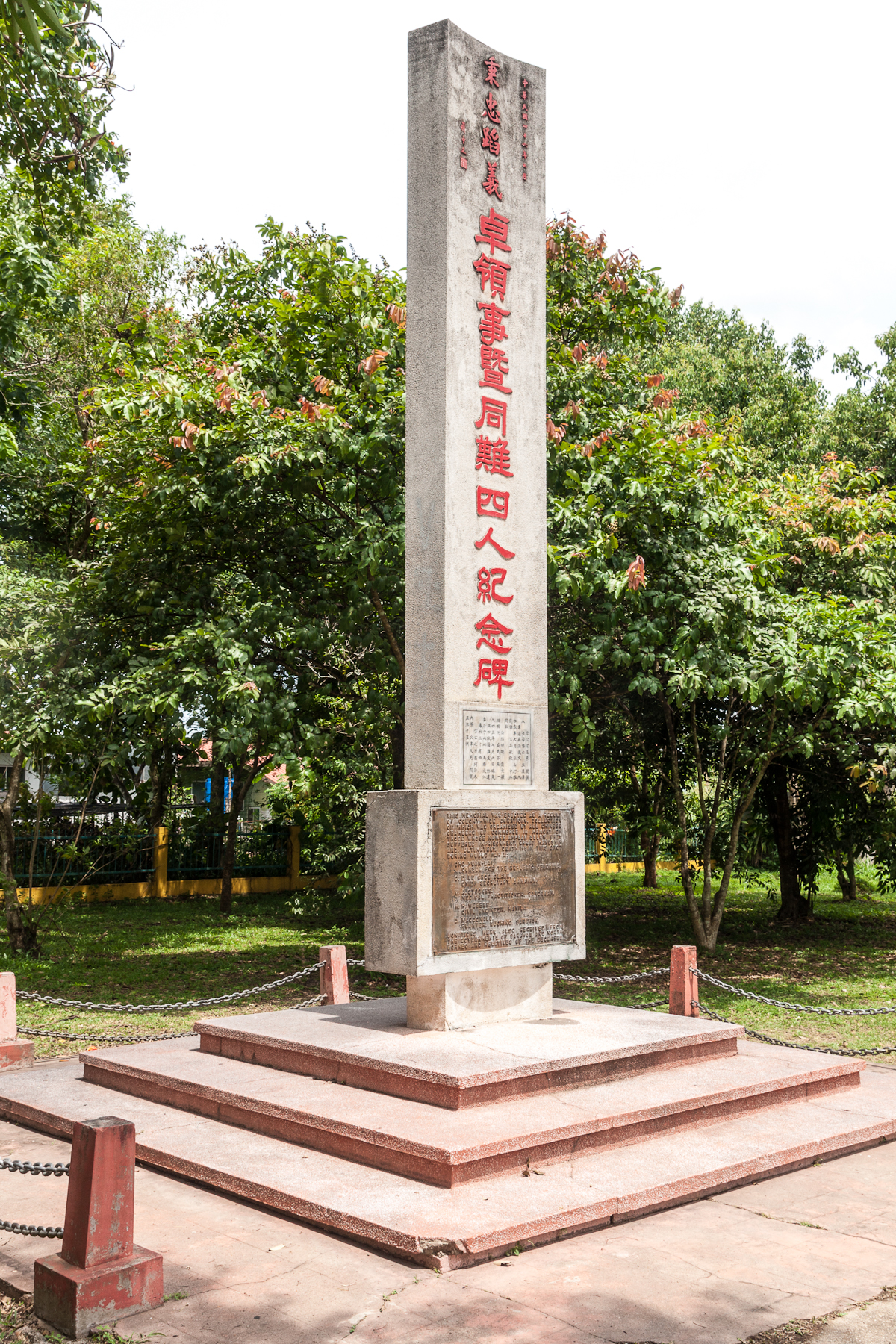
Das Cho Huan Lai Memorial in Keningau

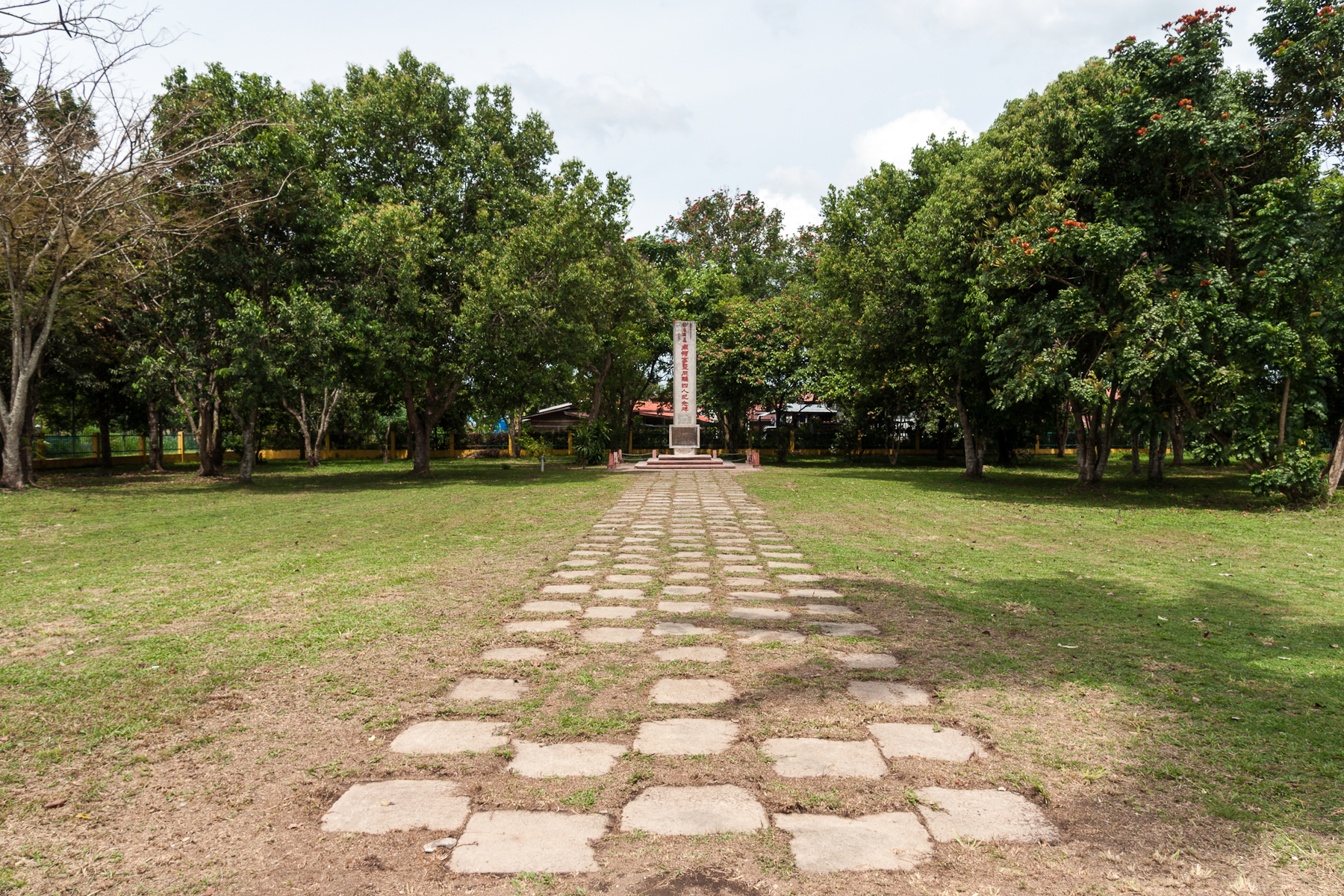
Parkanlage um das Memorial

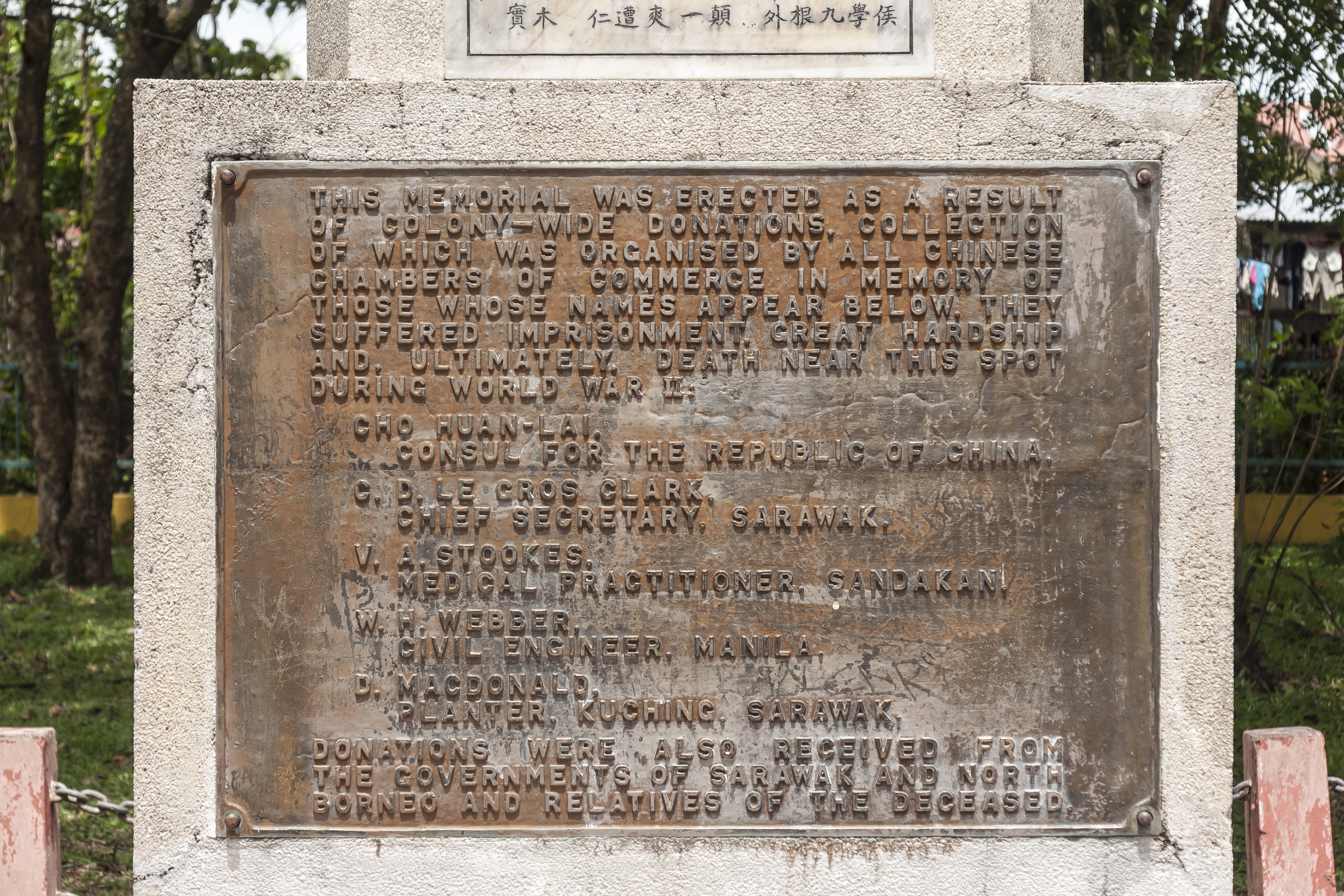
Bronzetafel in englischer Sprache

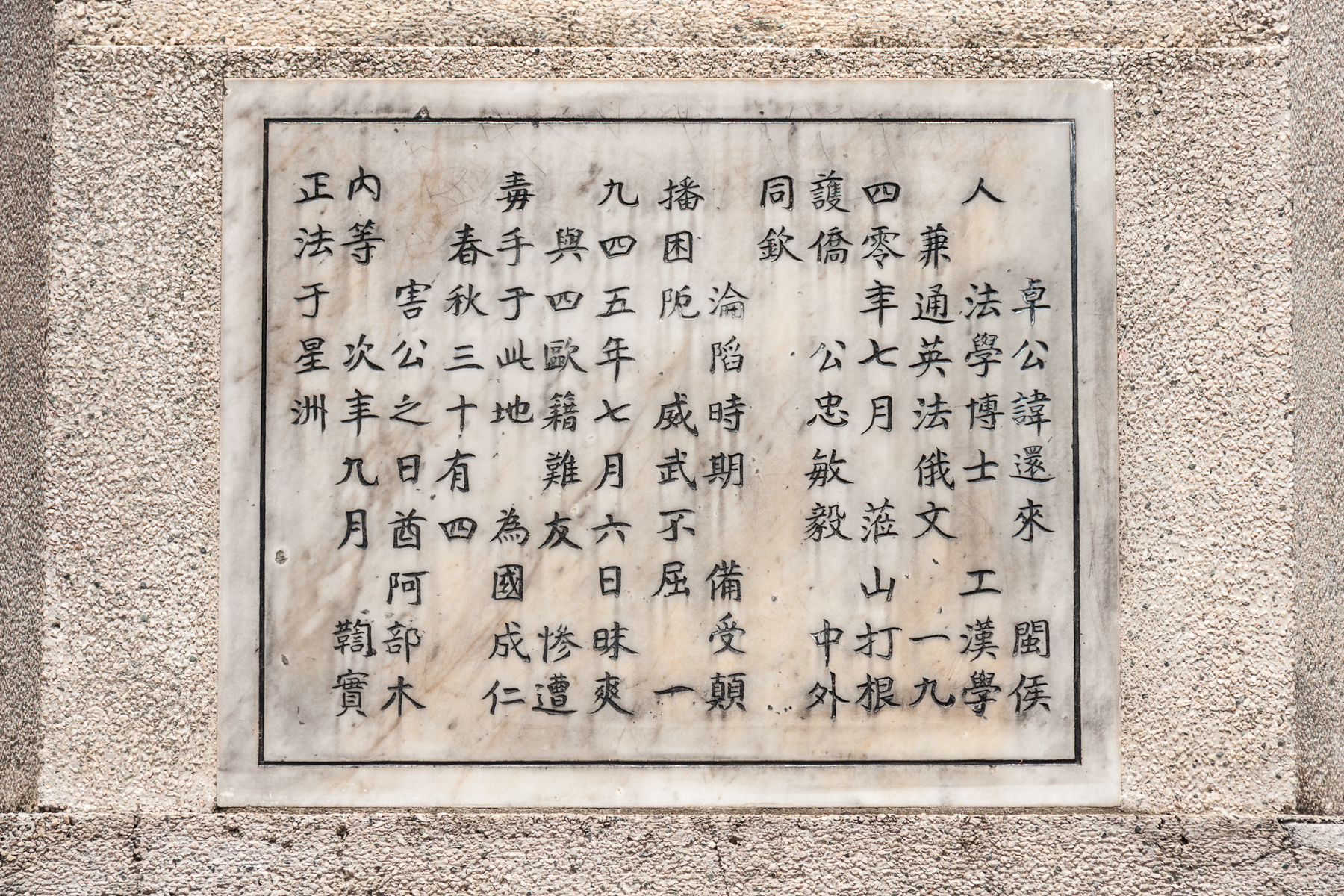
Marmortafel mit chinesischen Schriftzeichen

Das Cho Huan Lai Memorial oder Keningau War Memorial in der malaysischen Stadt Keningau ist ein Denkmal, das an die Ermordung des chinesischen Generalkonsuls Cho Huan Lai (卓還來) und seiner Kollegen am 6. Juli 1945 durch die japanische Kempeitai erinnert.

## Beschreibung des Denkmals
Das Denkmal hat die Form einer hochaufragenden Stele von etwa 4 Meter Höhe. Der Querschnitt ist rechteckig; die dem Eingang zugewandte breitere Seite mit roten altchinesischen Schriftzeichen ist leicht konkav ausgearbeitet. Am unteren Ende der Stele ist ein etwas breiterer viereckiger Klotz eingesetzt, auf dem eine Bronzeplatte eingesetzt ist, die in englischer Sprache Informationen zum Denkmal bereithält. Die Stele ist auf einem dreistufigen, quadratischen Treppensockel aufgesetzt.
Die Gedenkinschrift in großen roten, altchinesischen Schriftzeichen lautet sinngemäß „Denkmal für Cho, Konsul, und seine vier Kollegen“.
Die Bronzetafel nennt auch explizit die Namen der hier Hingerichteten, nämlich
- Cho Huan Lai, Generalkonsul für die Republik China,
- Cyril Drummond Le Gros Clark, Chief Secretary des Rajah von Sarawak,
- Valentine A. Stokes, Allgemeinmediziner, Sandakan,
- Henry William Webber, Bauingenieur, Manila und
- Donald Macdonald, Pflanzer, Kuching, Sarawak.

Oberhalb der Bronzetafel ist eine Marmorplatte in die Stele eingelassen, die in chinesischer Schrift folgende Inschrift trägt:

## Geschichtlicher Hintergrund
Als die Japaner am 19. Januar 1942 in Sandakan einmarschierten, gehörte das Chinesische Konsulat zu ihren ersten Zielen. Cho Huan Lai, der seit 1940 Generalkonsul für die chinesische Republik in Sabah war, wurde an Ort und Stelle verhaftet. Noch kurz bevor die Japaner in das Konsulat gelangten, war es ihm noch gelungen, vertrauliche Dokumente und die Dechiffrierbücher zu vernichten. Aufgrund seiner diplomatischen Immunität wurde Cho zusammen mit anderen Europäern auf Pulau Berhala interniert und später samt seiner Familie in das Kriegsgefangenenlager in Kuching überstellt.
Cho nutzte seine Verbindungen, um innerhalb des Lagers Nachrichten von außerhalb an die Insassen zu zirkulieren. Als die Japaner davon Wind bekamen, verhafteten sie im Mai 1944 Cho und etwa zehn weitere Internierte. Ein Militärgericht verurteilte sie zu einer Haftstrafe, die sie zunächst im Gefängnis von Kuching, später dann im Batu-Tiga-Gefängnis in Jesselton verbüßten.
Einige der verurteilten Männer starben bei einem Luftangriff auf das Gefängnis gegen Ende 1944. Cho wurde verwundet. Im Januar 1945 verlegten die Japaner die Gruppe zunächst ins Gefängnis von Beaufort und schließlich am 12. April 1945 nach Keningau. Nach einer Bombardierung des Gefängnisses wurden die Häftlinge nach Batu Silau, zwei Meilen außerhalb von Keningau verlegt.
In Keningau geriet Cho unter das Kommando von Lt. Col. Abe Keichi, dem militärischen Befehlshaber von Keningau, und Lieutenant Akutagawa Mitsuya, dem Kommandeur der örtlichen Kempeitai. Am 5. Juli sollten Cho und seine Kollegen entlassen werden, da sie die verhängte Strafe vollständig verbüßt hatten. Da keiner von ihnen am Ende des Krieges noch am Leben war, wurden Nachforschungen über ihren Verbleib angestellt. Es stellte sich heraus, dass die Männer unter dem Vorwand der Verlegung nach Ranau zum Flugfeld Keningau gebracht wurden und am 6. Juli 1945 in der Nähe des Flugfeldes, zwei Meilen von Generallieutenant Abes Hauptquartier entfernt, hingerichtet wurden.
Nach Ende des Krieges war die Britische Regierung daran interessiert, über den Verbleib von Cho und seiner europäischen Begleiter Gewissheit zu bekommen. Die Untersuchung wurde von Richard Evans, dem früheren Residenten der West Coast Division geleitet. Im Oktober 1945 führte ihn seine Suche nach Keningau. Dort entdeckte er die Gräber von Cho, Stokes und den anderen. Obwohl sie ihre Rolle bei der Hinrichtung von Cho abstritten, wurden Abe Keichi und Akutagawa Mitsuya schuldig gesprochen und zum Tode durch den Strang verurteilt. Das Urteil wurde im Changi-Gefängnis in Singapur vollstreckt.
Die sterblichen Überreste der Opfer wurden teilweise auf den alten anglikanischen Friedhof von Kota Kinabalu umgebettet.

## Aufstellungsort
Das Denkmal befindet sich gegenüber der Einfahrt zum früheren Flugfeld Keningau an dem Ort, an dem Cho Huan Lai und seine Kollegen hingerichtet wurden.